# Воєнна історія (журнал)
«Воє́нна істо́рія» — науково-популярний журнал, заснований у 2002 році, засновник — Всеукраїнська громадська організація «Український інститут воєнної історії». Видається 6 разів на рік.
Журнал є фаховим виданням у галузі історичних дисциплін (Постанова Президії ВАК України від 15 січня 2003 р. № 1/05/1). Журнал зареєстровано в Державному комітеті інформаційної політики, телебачення та радіомовлення України, свідоцтво КВ № 5852.
Головний редактор — Сергій Литвин, доктор історичних наук, професор.

## Редакційна колегія
- Гуржій О. І., доктор історичних наук, заступник головного редактора
- Вознюк Ю. С., відповідальний секретар
- Бережинський В. Г., кандидат історичних наук
- Карпенко М. Ф., доктор історичних наук
- Карпов В. В.
- Корнієнко В. В., кандидат історичних наук
- Лисенко О. Є., доктор історичних наук
- Мірошниченко М. П., кандидат історичних наук
- Муковський І. Т., доктор історичних наук
- Рибак М. І., доктор історичних наук
- Руснак І. С., доктор воєнних наук
- Пашинський В. Й.
- Пилявець Р. І., кандидат історичних наук
- Постніков С. М.
- Сідак В. С., доктор історичних наук
- Смолій В. А., доктор історичних наук, академік НАНУ
- Толубко В. Б., доктор технічних наук
- Чайковський А. В., доктор історичних наук
- Чухліб Т. В., доктор історичних наук